# Windsor (Illinois)
Windsor je grad u američkoj saveznoj državi Ilinois. Prema popisu stanovništva iz 2010. u njemu je živjelo 1.187 stanovnika.